# Lista de membros da Academia Nacional de Ciências dos Estados Unidos (química)
Esta lista é uma subseção da lista de membros da Academia Nacional de Ciências dos Estados Unidos, que inclui aproximadamente 2000 membros e 350 associados estrangeiros da Academia Nacional de Ciências dos Estados Unidos, cada um dos quais sendo afiliado a uma das 31 seções disciplinares. São dados o nome, instituição primária e ano da seleção. Esta lista não inclui membros falecidos.

A designação (d) após o nome significa que o membro faleceu.

## Química
| Robert Alberty                 | Instituto de Tecnologia de Massachusetts                 | 1965 |
| Berni Alder                    | University of California, Davis                          | 2008 |
| Paul Alivisatos                | Universidade da Califórnia em Berkeley                   | 2004 |
| Norman Allinger                | Universidade da Geórgia                                  | 1991 |
| Hans Andersen                  | Universidade Stanford                                    | 1992 |
| Fred Anson                     | Instituto de Tecnologia da Califórnia                    | 1988 |
| Duilio Arigoni                 | Instituto Federal de Tecnologia de Zurique               | 1998 |
| Edward Arnett                  | Universidade Duke                                        | 1983 |
| James R. Arnold (d)            | Universidade da Califórnia em San Diego                  | 1964 |
| William Oliver Baker (d)       | Bell Labs                                                | 1961 |
| John Baldeschwieler            | Instituto de Tecnologia da Califórnia                    | 1970 |
| C. J. Ballhausen               | Universidade de Copenhague                               | 1992 |
| Paul Barbara                   | Universidade do Texas em Austin                          | 2006 |
| Allen Joseph Bard              | Universidade do Texas em Austin                          | 1982 |
| Neil Bartlett                  | Universidade da Califórnia em Berkeley                   | 1979 |
| Jacqueline Barton              | Instituto de Tecnologia da Califórnia                    | 2002 |
| Fred Basolo (d)                | Universidade Northwestern                                | 1979 |
| Peter Beak                     | Universidade de Illinois em Urbana-Champaign             | 2003 |
| Jesse L. Beauchamp             | Instituto de Tecnologia da Califórnia                    | 1981 |
| Stephen James Benkovic         | Universidade Estadual da Pensilvânia                     | 1985 |
| Sidney Benson                  | Universidade do Sul da Califórnia                        | 1981 |
| John Bercaw                    | Instituto de Tecnologia da Califórnia                    | 1990 |
| Robert Bergman                 | Universidade da Califórnia em Berkeley                   | 1984 |
| Bruce Berne                    | Universidade Columbia                                    | 1998 |
| R. Stephen Berry               | Universidade de Chicago                                  | 1980 |
| Jerome Berson                  | Universidade Yale                                        | 1970 |
| Carolyn Ruth Bertozzi          | Universidade da Califórnia em Berkeley                   | 2005 |
| Jacob Bigeleisen (d)           | Universidade Stony Brook                                 | 1966 |
| Michel Boudart                 | Universidade Stanford                                    | 1975 |
| John Brauman                   | Universidade Stanford                                    | 1976 |
| Ronald Breslow                 | Universidade Columbia                                    | 1966 |
| Maurice Brookhart              | Universidade da Carolina do Norte em Chapel Hill         | 2001 |
| Thomas Bruice                  | Universidade da Califórnia em Santa Bárbara              | 1974 |
| Louis Brus                     | Universidade Columbia                                    | 2004 |
| Amyand Buckingham              | Universidade de Cambridge                                | 1992 |
| Alan Carrington                | Universidade de Southampton                              | 1994 |
| Marvin Caruthers               | Universidade do Colorado em Boulder                      | 1994 |
| Charles Casey                  | Universidade do Wisconsin-Madison                        | 1993 |
| A. Welford Castleman           | Universidade Estadual da Pensilvânia                     | 1998 |
| Sylvia Ceyer                   | Instituto de Tecnologia de Massachusetts                 | 1997 |
| James P. Collman               | Universidade Stanford                                    | 1975 |
| Robert E. Connick              | Universidade da Califórnia em Berkeley                   | 1963 |
| John Corbett                   | Iowa State University                                    | 1992 |
| Elias James Corey              | Universidade Harvard                                     | 1966 |
| John Cornforth                 | University of Sussex                                     | 1978 |
| Bryce Crawford (d)             | Universidade de Minnesota                                | 1956 |
| F. Fleming Crim                | Universidade do Wisconsin-Madison                        | 2001 |
| Stanley Cristol (d)            | Universidade do Colorado em Boulder                      | 1972 |
| Robert Curl                    | Rice University                                          | 1997 |
| David Curtin                   | Universidade de Illinois em Urbana-Champaign             | 1964 |
| Lawrence Frederick Dahl        | Universidade do Wisconsin-Madison                        | 1988 |
| Samuel Danishefsky             | Memorial Sloan-Kettering Cancer Center                   | 1986 |
| Ernest Roy Davidson            | Universidade de Washington                               | 1987 |
| Charles DePuy                  | Universidade do Colorado em Boulder                      | 1999 |
| Peter Dervan                   | Instituto de Tecnologia da Califórnia                    | 1986 |
| Carl Djerassi                  | Universidade Stanford                                    | 1961 |
| William von Eggers Doering (d) | Universidade Harvard                                     | 1961 |
| Dennis A. Dougherty            | Instituto de Tecnologia da Califórnia                    | 2009 |
| Jack Dunitz                    | Instituto Federal de Tecnologia de Zurique               | 1988 |
| James Dye                      | Michigan State University                                | 1989 |
| Manfred Eigen                  | Max Planck Institute for Biophysical Chemistry           | 1966 |
| Kenneth Eisenthal              | Universidade Columbia                                    | 2000 |
| Mostafa El-Sayed               | Instituto de Tecnologia da Geórgia                       | 1980 |
| Ernest Ludwig Eliel (d)        | Universidade da Carolina do Norte em Chapel Hill         | 1972 |
| Richard Robert Ernst           | Instituto Federal de Tecnologia de Zurique               | 1991 |
| Gerhard Ertl                   | Sociedade Max Planck                                     | 2002 |
| Albert Eschenmoser             | Instituto Federal de Tecnologia de Zurique               | 1973 |
| David A. Evans                 | Universidade Harvard                                     | 1984 |
| Michael D. Fayer               | Universidade Stanford                                    | 2007 |
| John Fenn                      | Virginia Commonwealth University                         | 2003 |
| Michael Fisher                 | Universidade de Maryland                                 | 1983 |
| Marshall Fixman                | Universidade do Estado do Colorado                       | 1973 |
| George Flynn                   | Universidade Columbia                                    | 2001 |
| Joanna Sigfred Fowler          | Laboratório Nacional de Brookhaven                       | 2003 |
| Marye Anne Fox                 | Universidade da Califórnia em San Diego                  | 1994 |
| Jean Fréchet                   | Universidade da Califórnia em Berkeley                   | 2000 |
| Gerhart Friedlander (d)        | Laboratório Nacional de Brookhaven                       | 1973 |
| William Andrew Goddard III     | Instituto de Tecnologia da Califórnia                    | 1984 |
| Robert Gomer                   | Universidade de Chicago                                  | 1981 |
| Roy Gordon                     | Universidade Harvard                                     | 1975 |
| Harry Barkus Gray              | Instituto de Tecnologia da Califórnia                    | 1971 |
| Robert Grubbs                  | Instituto de Tecnologia da Califórnia                    | 1989 |
| Norman Hackerman (d)           | Robert A. Welch Foundation                               | 1971 |
| Jack Halpern                   | Universidade de Chicago                                  | 1984 |
| Charles B. Harris              | Universidade da Califórnia em Berkeley                   | 2002 |
| Frederick Hawthorne            | University of Missouri                                   | 1973 |
| Clayton Heathcock              | Universidade da Califórnia em Berkeley                   | 1995 |
| Dudley Robert Herschbach       | Universidade Harvard                                     | 1967 |
| Ralph Hirschmann               | Universidade da Pensilvânia                              | 1999 |
| Robin Hochstrasser             | Universidade da Pensilvânia                              | 1982 |
| Roald Hoffmann                 | Universidade Cornell                                     | 1972 |
| Richard Hadley Holm            | Universidade Harvard                                     | 1975 |
| Donald Hornig                  | Universidade Harvard                                     | 1957 |
| Rolf Huisgen                   | Universidade de Munique                                  | 1989 |
| John R. Huizenga               | University of Rochester                                  | 1976 |
| Clyde Allen Hutchison (d)      | Universidade de Chicago                                  | 1963 |
| James Ibers                    | Universidade Northwestern                                | 1984 |
| Harold Johnston                | Universidade da Califórnia em Berkeley                   | 1965 |
| Jiri Jonas                     | Universidade de Illinois em Urbana-Champaign             | 1985 |
| Joshua Jortner                 | Universidade de Tel Aviv                                 | 1997 |
| Isabella Karle                 | Laboratório de Pesquisa Naval dos Estados Unidos         | 1978 |
| Jerome Karle                   | Laboratório de Pesquisa Naval dos Estados Unidos         | 1976 |
| Martin Karplus                 | Universidade Harvard                                     | 1967 |
| Michael Kasha                  | Universidade do Estado da Flórida                        | 1971 |
| Joseph Katz                    | Argonne National Laboratory                              | 1973 |
| Walter Kauzmann (d)            | Universidade de Princeton                                | 1964 |
| Laura Kiessling                | Universidade do Wisconsin-Madison                        | 2007 |
| James Kinsey                   | Rice University                                          | 1991 |
| William Klemperer              | Universidade Harvard                                     | 1969 |
| William Standish Knowles       | Monsanto                                                 | 2004 |
| Jay Kochi                      | Universidade de Houston                                  | 1982 |
| Paul Christian Lauterbur       | Universidade de Illinois em Urbana-Champaign             | 1985 |
| Yuan Lee                       | Academia Sinica (Taiwan)                                 | 1979 |
| Jean-Marie Lehn                | Universite Louis Pasteur                                 | 1980 |
| Nelson Leonard (d)             | Instituto de Tecnologia da Califórnia                    | 1955 |
| Stephen Leone                  | Universidade da Califórnia em Berkeley                   | 1995 |
| Richard Lerner                 | Scripps Research Institute                               | 1991 |
| Robert Letsinger               | Universidade Northwestern                                | 1986 |
| Raphael David Levine           | Universidade Hebraica de Jerusalém                       | 1999 |
| Donald Levy                    | Universidade de Chicago                                  | 1988 |
| Jack Lewis                     | Universidade de Cambridge                                | 1987 |
| Charles Lieber                 | Universidade Harvard                                     | 2004 |
| W. Carl Lineberger             | Universidade do Colorado em Boulder                      | 1983 |
| Stephen Lippard                | Instituto de Tecnologia de Massachusetts                 | 1989 |
| Rudolph Arthur Marcus          | Instituto de Tecnologia da Califórnia                    | 1970 |
| Tobin Marks                    | Universidade Northwestern                                | 1993 |
| Donald McClure                 | Universidade de Princeton                                | 1982 |
| Harden McConnell               | Universidade Stanford                                    | 1965 |
| Fred McLafferty                | Universidade Cornell                                     | 1982 |
| Jerrold Meinwald               | Universidade Cornell                                     | 1969 |
| Thomas Meyer                   | Universidade da Carolina do Norte em Chapel Hill         | 1994 |
| Albert Meyers                  | Universidade do Estado do Colorado                       | 1994 |
| Josef Michl                    | Universidade do Colorado em Boulder                      | 1986 |
| William Hughes Miller          | Universidade da Califórnia em Berkeley                   | 1987 |
| Kurt Mislow                    | Universidade de Princeton                                | 1972 |
| William Esco Moerner           | Universidade Stanford                                    | 2007 |
| C. Bradley Moore               | Universidade Northwestern                                | 1986 |
| Teruaki Mukaiyama              | Kitasato Institute                                       | 2004 |
| Royce Murray                   | Universidade da Carolina do Norte em Chapel Hill         | 1991 |
| Kyriacos Costa Nicolaou        | Scripps Research Institute                               | 1996 |
| Ryōji Noyori                   | RIKEN (The Institute of Physical and Chemical Research)  | 2003 |
| George Andrew Olah             | Universidade do Sul da Califórnia                        | 1976 |
| Larry Overman                  | University of California, Irvine                         | 1996 |
| Leo Paquette                   | Universidade do Estado de Ohio                           | 1983 |
| Charles Parmenter              | Universidade de Indiana                                  | 1995 |
| Robert Ghormley Parr           | Universidade da Carolina do Norte em Chapel Hill         | 1973 |
| George Parshall                | DuPont                                                   | 1984 |
| Ralph Pearson                  | Universidade da Califórnia em Santa Bárbara              | 1974 |
| Alexander Pines                | Universidade da Califórnia em Berkeley                   | 1988 |
| John Charles Polanyi           | Universidade de Toronto                                  | 1978 |
| Chintamani Rao                 | Jawaharlal Nehru Centre for Advanced Scientific Research | 1990 |
| Mark Ratner                    | Universidade Northwestern                                | 2002 |
| Kenneth Raymond                | Universidade da Califórnia em Berkeley                   | 1997 |
| Julius Rebek                   | Scripps Research Institute                               | 1994 |
| Howard Reiss                   | Universidade da Califórnia em Los Angeles                | 1977 |
| Peter Rentzepis                | University of California, Irvine                         | 1978 |
| Stuart Alan Rice               | Universidade de Chicago                                  | 1968 |
| John D. Roberts                | Instituto de Tecnologia da Califórnia                    | 1956 |
| John Ross                      | Universidade Stanford                                    | 1976 |
| Frank Sherwood Rowland (d)     | University of California, Irvine                         | 1978 |
| Alan Sargeson                  | Universidade Nacional da Austrália                       | 1996 |
| Martin Saunders                | Universidade Yale                                        | 1998 |
| Jean-Michel Savéant            | Paris Diderot University                                 | 2001 |
| Richard J. Saykally            | Universidade da Califórnia em Berkeley                   | 1999 |
| Harold Scheraga                | Universidade Cornell                                     | 1966 |
| Stuart Schreiber               | Universidade Harvard                                     | 1995 |
| Richard Schrock                | Instituto de Tecnologia de Massachusetts                 | 1992 |
| Peter Schultz                  | Scripps Research Institute                               | 1993 |
| Dietmar Seyferth               | Instituto de Tecnologia de Massachusetts                 | 2001 |
| Barry Sharpless                | Scripps Research Institute                               | 1985 |
| David Shirley                  | Universidade da Califórnia em Berkeley                   | 1978 |
| Robert Silbey                  | Instituto de Tecnologia de Massachusetts                 | 2003 |
| John Sinfelt                   | ExxonMobil                                               | 1979 |
| Gábor Somorjai                 | Universidade da Califórnia em Berkeley                   | 1979 |
| Peter Stang                    | Universidade de Utah                                     | 2000 |
| Gilbert Stork                  | Universidade Columbia                                    | 1960 |
| Andrew Streitwieser            | Universidade da Califórnia em Berkeley                   | 1969 |
| Norman Sutin                   | Laboratório Nacional de Brookhaven                       | 1990 |
| David A. Tirrell               | Instituto de Tecnologia da Califórnia                    | 2006 |
| Barry Trost                    | Universidade Stanford                                    | 1980 |
| Donald Truhlar                 | Universidade de Minnesota                                | 2009 |
| John C. Tully                  | Universidade Yale                                        | 1997 |
| Nicholas Turro                 | Universidade Columbia                                    | 1981 |
| Eugene van Tamelen (d)         | Universidade Stanford                                    | 1968 |
| Frederick T. Wall              | Universidade da Califórnia em San Diego                  | 1961 |
| Cheves Walling (d)             | Universidade de Utah                                     | 1964 |
| Harry Wasserman                | Universidade Yale                                        | 1987 |
| John Waugh                     | Instituto de Tecnologia de Massachusetts                 | 1974 |
| S. I. Weissman                 | Universidade de Washington                               | 1966 |
| Paul Wender                    | Universidade Stanford                                    | 2003 |
| Frank Westheimer (d)           | Universidade Harvard                                     | 1954 |
| George Whitesides              | Universidade Harvard                                     | 1978 |
| Kenneth Wiberg                 | Universidade Yale                                        | 1967 |
| Benjamin Widom                 | Universidade Cornell                                     | 1974 |
| Bernhard Witkop (d)            | Institutos Nacionais da Saúde                            | 1969 |
| Peter Wolynes                  | Rice University                                          | 1991 |
| Chi-Huey Wong                  | Scripps Research Institute                               | 2002 |
| Kurt Wüthrich                  | Scripps Research Institute                               | 1992 |
| John Yates                     | Universidade de Pittsburgh                               | 1996 |
| Richard Zare                   | Universidade Stanford                                    | 1976 |
| Ahmed Zewail                   | Instituto de Tecnologia da Califórnia                    | 1989 |
| Howard Zimmerman               | Universidade do Wisconsin-Madison                        | 1980 |
| Robert Zwanzig                 | Institutos Nacionais da Saúde                            | 1972 |